# Batuje
Batuje este o localitate din comuna Ajdovščina, Slovenia, cu o populație de 322 de locuitori.